# Sunkist WITA Championships 1986
Sunkist Women's International Tennis Association (WITA) Championships 1986 — жіночий тенісний турнір, що проходив на відкритих кортах з ґрунтовим покриттям Amelia Island Plantation на острові Амелія (США) в рамках Туру WTA 1986. Відбувсь усьоме і тривав з 14 квітня до 20 квітня 1986 року. Перша сіяна Штеффі Граф здобула титул в одиночному розряді й отримала за це 40 тис. доларів США. The WTA had to pay the tournament organizers a $15,000 fine because both Кріс Еверт-Ллойд і Мартіна Навратілова chose not to participate in the event.

## Фінальна частина

### Одиночний розряд
Штеффі Граф —  Клаудія Коде-Кільш 6–4, 5–7, 7–6(7–3)
- Для Граф це був 2-й титул за сезон і 2-й - за кар'єру.

### Парний розряд
Клаудія Коде-Кільш /  Гелена Сукова —  Габріела Сабатіні /  Катрін Танв'є 6–2, 5–7, 7–6(9–7)
- Для Коде-Кільш це був 2-й титул за сезон і 15-й — за кар'єру. Для Сукової це був 3-й титул за сезон і 13-й — за кар'єру.